# Macrothemis pleurosticta
Macrothemis pleurosticta är en trollsländeart som först beskrevs av Hermann Burmeister 1839.  Macrothemis pleurosticta ingår i släktet Macrothemis och familjen segeltrollsländor. Inga underarter finns listade i Catalogue of Life.